# USS Syren (1803)

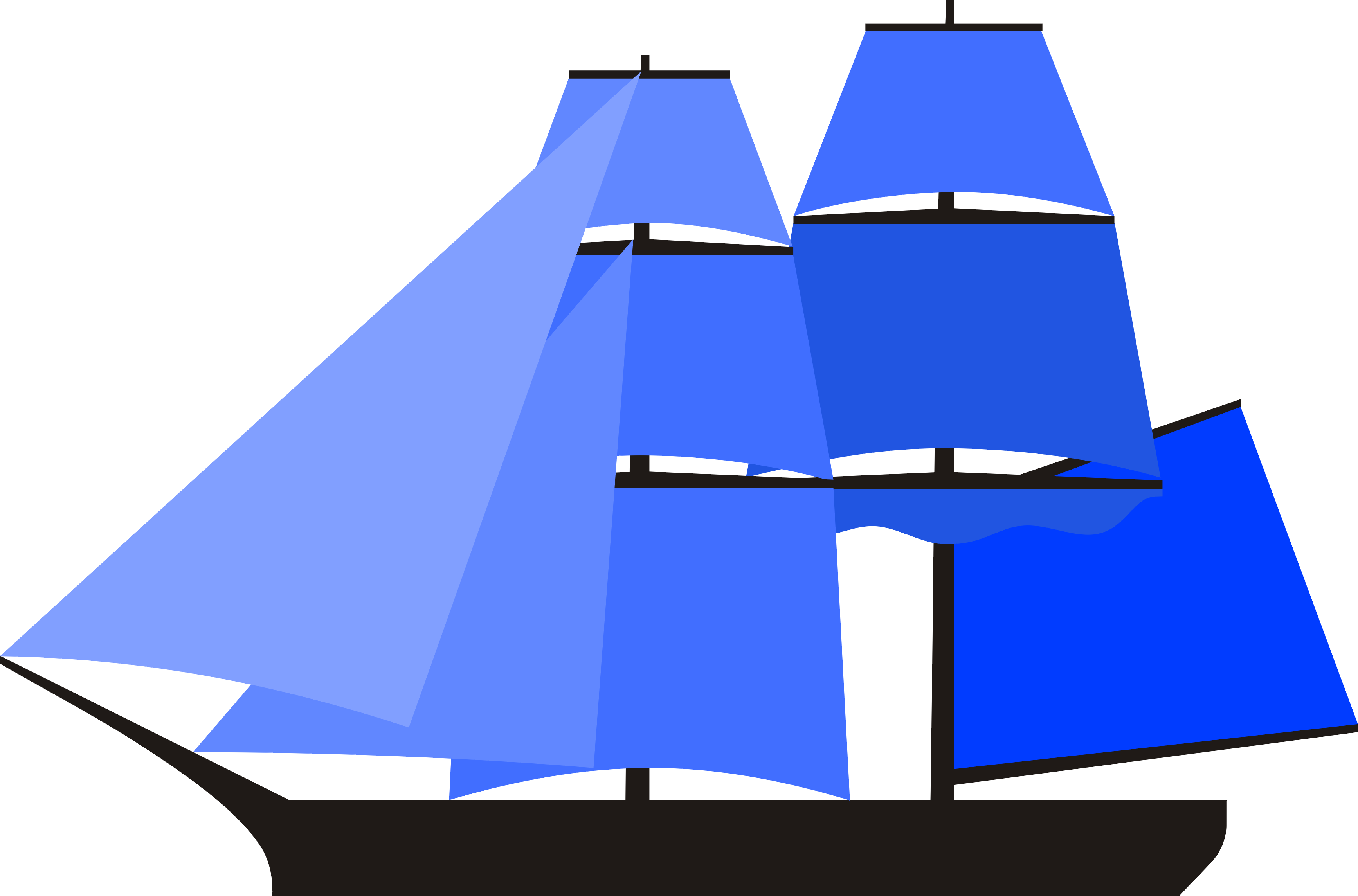
Een brik

De USS Syren (1803), (later Siren), was een brik van de United States Navy tijdens de Eerste Barbarijse Oorlog en de Oorlog van 1812. In 1810 werd haar naam veranderd naar "Siren". In 1814 werd ze gekaapt door de Britten.

## Geschiedenis
De "USS Syren"" werd gebouwd voor de U.S.Navy in 1803 te Philadelphia door Nathaniel Hutton en te water gelaten op 6 augustus 1803. Ze werd in dienst gesteld in de tweede helft van september, met luitenant Charles Stewart als bevelhebber.
De brik vertrok vanuit Philadelphia op 27 augustus 1803 en bereikte Gibraltar op 1 oktober. Twee weken later zeilde ze via Livorno naar Algiers, met aan boord geldelijke giften voor de Bei van Algiers. Daarna zeilde ze naar Syracuse op Sicilië, waar ze daar aankwam begin januari 1804.

### Eerste Barbarijse Oorlog
Intussen was, in het najaar van 1803, het Amerikaanse fregat "USS Philadelphia" aan de grond gelopen nabij Tripoli, tijdens de blokkade en werd ze daarna gekaapt door de Barbarijse piraten met hun Tripolitaanse kanonneerboten. Om te voorkomen dat het gekaapte fregat zou gebruikt worden door Tripoli voor hun geplande aanvallen met dit schip, tegen de Amerikaanse vloot, besloot de bevelhebber van het Amerikaanse Smaldeel in de Middellandse Zee, commodore Edward Preble om het voormalige Amerikaans fregat te vernietigen. Om deze vernietigingsplannen te realiseren, werden de "USS Syren" en de veroverde ketch "USS Intrepid", bevolen naar Tripoli te varen, waar ze vertrokken vanuit Syracuse op 2 februari 1804 en waar ze op 7 februari voor Tripoli aankwamen.
Alhoewel, vooraleer de Amerikaanse schepen zich klaar maakten voor de grootscheepse aanval, voerden ze weg van de kust door de hevige stormwinden, om niet eveneens, door de storm aan de grond te lopen, nabij de Tripolitaanse kust. Ze keerden niet meteen terug nabij Tripoli, vooraleer de manschappen van Stephen Decatur en de "USS Intrepid" met succes overigens, de "Philadelphia" in brand hadden gestoken.
De "USS Syren" keerde terug naar Syracuse in de ochtend van 19 februari. Op 9 maart zeilde ze samen met de "USS Nautilus" terug naar Tripoli. Kort na hun aankomst, kaapte de "USS Syren" een polacca, genaamd "Madona Catapolcana" en zond haar naar Malta. Op het einde van de maand, kaapte ze de gewapende brik "Transfer" die aan de vloot van de Pasja toebehoorde.
Stewart herdoopte haar "Scourge" en diende daarna het Amerikaanse eskader onder die naam.
De "USS Syren" kruiste daarna in de Mediterrane wateren gedurende de lente en de zomer van 1804 en nam actief deel in de aanvallen op Tripoli in augustus en september 1804. Op 4 september sneuvelde Richard Somers met zijn vrijwilligers, doordat de "USS Intrepid" vroegtijdige dan gepland, de lucht in vloog...
De "USS Syren" ondersteunde voortdurend het eskader met aanvallen tegen Tripoli welke daarna de strijdkrachten van de Pasja zich erbij neerlegden naar de eisen van de Amerikanen en de strijd staakten. Na de vredesonderhandelingen met Tripoli, die ondertekend werd op 10 juni 1805, bleef de "USS Syren" in de Middellandse Zee voor een jaar, voor het helpen met het oprichten en handhaving van de vriendschappelijke relaties en handelsbelangen met andere Barbarijse landen.
De "USS Syren" vertrok uit Gibraltar op 28 mei 1806 en bereikte de Washington Navy Yard tegen 1 augustus. Ze werd daar voorlopig uit actieve dienst geplaatst en opgelegd voor de nodige herstellingen, in de loop van 1807. Daarna deed ze koerierdiensten van en naar Frankrijk in de loop van 1809. Het volgende jaar werd haar naam veranderd in "USS Siren".

### Gekaapt
Een kleine registratieaantekening werd teruggevonden van de brik met haar diensttaken, tijdens de Oorlog van 1812, maar wat men weet is, dat ze werd aangevallen en gekaapt door een Brits 74 kanonnen tellend linieschip, de "HMS Medway", op 12 juli 1814, nabij de kust van Zuid-Afrika, na een 11 uur durend gevecht met de "USS Siren", met het overboord zetten van haar kanonnen, ankers, kabels, reddingsboten, reserve dwarsmasten, enz... Kortom, alles wat zwaar werd geacht, werd overboord gegooid, in een vergeefse poging om te ontsnappen aan de overmachtige Britse oorlogsbodem. De brik werd gepraaid en de Amerikanen moesten zich overgeven. Tussen de gevangenen was Samuel Leech, die later zijn verhaal schreef over zijn wedervaren.
- Vanaf 2005 is er geen U.S.Navyschip meer genoemd naar "Syren".

## USS Syren (1803)
- Type: Brik - United States Navy
- Gebouwd: 1803 - Philadelphia (door Nathaniel Hutton)
- Te water gelaten: 6 augustus 1803
- In dienst gesteld: September 1803
- Van naam veranderd: "USS Siren" in 1810
- Feit: Gekaapt op zee, 12 juli 1814 (Oorlog van 1812)

### Algemene kenmerken
- Waterverplaatsing: 240 ton
- Lengte: 94,3 voet - 28,70 m
- Breedte: 27,9 voet - 8,50 m
- Diepgang: 12,6 voet - 3,80 m
- Voortstuwing: Gezeild (twee masten en boegspriet)
- Bemanning: 120 officieren en matrozen
- Bewapening: 16 x 24-pounder (dus kogels van 11 kg) carronades (telkens 8 carronades aan bakboord en stuurboord)